# Вулиця Василя Сімовича (Львів)
Ву́лиця Василя́ Сімо́вича — вулиця у Франківському районі міста Львова, в місцевості Новий Світ. Розташована паралельно до вулиці Академіка Рудницького, прямує від вулиці Генерала Чупринки на південний схід до трипроменевого перехрестя з вулицями Гайворонського та Сметани. Прилучається вулиця Осипа Маковея.

## Історія та забудова
Вулиця прокладена у 1936 році та названа на честь польського генерала, учасника листопадового повстання 1830—1831 років та Великопольського повстання 1848 року Дезидерія Адама Хлаповського (1788—1879). Під час німецької окупації, у 1943 році перейменована на Страдіварігассе, на честь однієї з трьох (поруч із Аматі та Гварнері) найвідоміших родин італійських майстрів струнних інструментів XVII—XVIII століття з міста Кремони. У липні 1944 року, радянською владою повернена передвоєнна назва вулиці — Хлаповського і 1945 року — вулиця Панфілова, названа на честь радянського військовика, Героя Радянського Союзу Івана Панфілова. Сучасна назва від 1992 року — вулиця Сімовича, на честь українського мовознавця Василя Сімовича.
До вулиці Сімовича приписано усього шість будинків, що розташовані з її парного боку, а з протилежного боку межує з навчальними корпусами та Ботанічним садом Національного лісотехнічного університету України. У забудові переважає дво- та триповерховий польський конструктивізм 1930-х років.